# Ljusträsket (Norsjö socken, Västerbotten, 720876-168895)
Ljusträsket är en sjö i Norsjö kommun i Västerbotten och ingår i Skellefteälvens huvudavrinningsområde. Sjön har en area på 0,283 kvadratkilometer och ligger 224 meter över havet.

## Delavrinningsområde
Ljusträsket ingår i det delavrinningsområde (721049-168753) som SMHI kallar för Utloppet av Kedträsket. Medelhöjden är 234 meter över havet och ytan är 17,02 kvadratkilometer. Det finns inga avrinningsområden uppströms utan avrinningsområdet är högsta punkten. Vattendraget som avvattnar avrinningsområdet har biflödesordning 4, vilket innebär att vattnet flödar genom totalt 4 vattendrag innan det når havet efter 102 kilometer. Avrinningsområdet består mestadels av skog (71 procent). Avrinningsområdet har 2,8 kvadratkilometer vattenytor vilket ger det en sjöprocent på 16,4 procent.